# 波玉鯧
波玉鯧，為輻鰭魚綱鱸形目鯧亞目圓鯧科的其中一種，分布於東太平洋海域，幼魚棲息在上層水域，會躲在水母的觸鬚，成魚生活在中底層水域，屬肉食性。

## 擴展閱讀
維基物種上的相關：波玉鯧